# Cobitis elongata
The Balkan Loach (Cobitis elongata) là một loài cá vây tia thuộc họ Cobitidae.
Loài này có ở Áo, Bosna và Hercegovina, Bulgaria, Croatia, Hungary, România, Serbia và Montenegro, Slovenia, và Thổ Nhĩ Kỳ.
Tình trạng bảo tồn của nó hiện chưa đủ thông tin.